# نیوسررع اینی
نیوسِررَع فرعونی از دودمان پنجم پادشاهی کهن است که برای زمانی میان ۲۴ تا ۲۵ سال در مصر باستان فرمانروایی می‌کرد. گمان بر این است که دوران فرمانروایی او میان سال‌های ۲۴۴۵ تا ۲۴۲۱ پیش از میلاد مسیح بوده باشد. نام او به معنای «قبضۀ قدرت رع» می‌باشد.
نیوسررع برادر کوچکتر فرعون نفریرکارع کاکای از شهبانو خنت‌کاوس دوم بود و برادر دیگرش نیز شاه نفرف‌رع بوده است. در گذشته گمان بر این می‌شد که او بی‌فاصله پس از برادرش به تخت رسید، با این حال یافته‌ها نشان می‌دهند که او شپسس‌کارع برای مدتی کوتاه و به اندازه چند هفته میان آن دو فرمانروایی می‌کرده. احتمال دارد که شپسس‌کارع پسر ساحورع بوده باشد و خواهان باقی ماندن پادشاهی در نزد نوادگان او بوده که ناکام مانده است.

## دوران
طول دوران فرمانروایی نیوسررع در نوشته‌های مانثون ۴۴ آمده، اگرچه به این اطلاعات امروزه به دیده تردید نگریسته می‌شوند. نوشته‌های روی فهرست پادشاهان تورین مربوط به نیوسررع نیز به سختی آسیب دیده‌اند.
میروسلاو ورنر، مصرشناس اهل چک که سرپرستی تیمی از باستان‌شناسان را در کاوش هرم‌های مربوط به پادشاهی کهن را بر عهده داشته است، بر این باور است که طول دوران فرمانروایی او بیش از ۳۰ سال بوده. او با برشمردن آثار ساختمانی که توسط نیوسررع ساخته شده بودند - از جمله هرم خود، دو هرم کوچک برای همسرانش، به پایان رساندن معبد-آرامگاه‌های نیمه‌کارۀ نفریرکارع، خنت‌کاوس دوم و نفرفرع و نیز به پایان بردن ساخت معبد خورشید خود در ابو غراب - و نیز انجام جشن سد از سوی او نتیجه می‌گیرد که فرمانروایی او می‌بایست بیش از ۳۰ سال طول می‌کشیده.